# Otus sagittatus
L'assiolo frontebianca (Otus sagittatus (Cassin, 1849)) è un uccello rapace notturno della famiglia degli Strigidi.

## Descrizione
È un uccello di media taglia, lungo 27-29 cm. Il piumaggio è di colore bruno-rossastro nelle parti superiori, con un'ampia macchia biancastra sulla fronte e attorno agli occhi che si espande sino alle orecchie. Le parti inferiori sono color crema con striature e maculature nere. Il becco è biancastro con riflessi bluastri, l'iride è di colore bruno scuro.

## Biologia
Si nutre di insetti, in particolare di falene.

## Distribuzione e habitat
La specie è diffusa in Myanmar, nella Thailandia sud-occidentale e nella penisola malese.
Popola le foreste di bassa quota, sino a 700 m di altitudine.